# Biathlon aux Jeux olympiques de 2018 – Relais mixte
Navigation
Sotchi 2014 Pékin 2022
L'épreuve du relais mixte 2 x 6 km + 2 x 7,5 km biathlon aux Jeux olympiques de 2018 a lieu le 20 février 2018 au Centre de biathlon et de ski de fond d'Alpensia. C'est la deuxième fois que cette épreuve est disputée aux Jeux olympiques.
Le relais est remporté par les Français, devant les Norvégiens et les Italiens. Quatrième à l'issue d'un sprint final litigieux perdu face au relais italien, l'équipe d'Allemagne dépose une réclamation au motif que Windisch aurait coupé la route de Peiffer dans les derniers 50 mètres ; la réclamation est rejetée par le jury de l'épreuve après délibération.

## Médaillés
| Or                                                                      | Argent                                                                     | Bronze                                                            |
| France Marie Dorin-Habert Anaïs Bescond Simon Desthieux Martin Fourcade | Norvège Marte Olsbu Tiril Eckhoff Johannes Thingnes Bø Emil Hegle Svendsen | Italie Lisa Vittozzi Dorothea Wierer Lukas Hofer Dominik Windisch |

## Résultats
| Rang                                | Dossard | Pays                                                                                       | Pénalités (Tours+Pioches)               | Temps                                                                     | Retard         |
| ----------------------------------- | ------- | ------------------------------------------------------------------------------------------ | --------------------------------------- | ------------------------------------------------------------------------- | -------------- |
| Médaille d'or, Jeux olympiques      | 7       | France Marie Dorin-Habert Anaïs Bescond Simon Desthieux Martin Fourcade                    | 0+1 0+3 0+0 0+0 0+1 0+3 0+0 0+0         | 1 h 8 min 34 s 3 15 min 51 s 1 16 min 46 s 4 17 min 58 s 4                |                |
| Médaille d'argent, Jeux olympiques  | 1       | Norvège Marte Olsbu Tiril Eckhoff Johannes Thingnes Bø Emil Hegle Svendsen                 | 0+5 1+6 0+2 0+1 0+2 1+3 0+0 0+1 0+1 0+1 | 1 h 8 min 55 s 2 16 min 16 s 9 16 min 55 s 1 17 min 24 s 4 18 min 18 s 8  | + 20 s 9       |
| Médaille de bronze, Jeux olympiques | 2       | Italie Lisa Vittozzi Dorothea Wierer Lukas Hofer Dominik Windisch                          | 0+1 0+6 0+0 0+0 0+0 0+3 0+0 0+1 0+1 0+2 | 1 h 9 min 1 s 2 15 min 44 s 1 16 min 34 s 4 18 min 17 s 4 18 min 25 s 3   | + 26 s 9       |
| 4                                   | 3       | Allemagne Vanessa Hinz Laura Dahlmeier Erik Lesser Arnd Peiffer                            | 0+2 1+5 0+0 0+0 0+0 0+1 0+2 1+3         | 1 h 9 min 1 s 5 15 min 46 s 3 16 min 2 s 3 18 min 14 s 7 18 min 58 s 2    | + 27 s 2       |
| 5                                   | 11      | Biélorussie Nadzeya Skardzina Darya Domracheva Sergey Bocharnikov Vladimir Chepelin        | 0+2 0+1 0+0 0+0 0+0 0+1 0+1 0+0         | 1 h 9 min 29 s 8 16 min 10 s 7 16 min 10 s 5 18 min 29 s 8 18 min 38 s 8  | + 55 s 5       |
| 6                                   | 8       | Finlande Laura Toivanen Kaisa Mäkäräinen Tero Seppälä Olli Hiidensalo                      | 0+1 0+2 0+0 0+1 0+0 0+0 0+1 0+1 0+0 0+0 | 1 h 9 min 38 s 2 16 min 46 s 6 16 min 1 s 2 18 min 30 s 6 18 min 19 s 8   | + 1 min 3 s 9  |
| 7                                   | 10      | Ukraine Iryna Varvynets Juliya Dzhyma Dmytro Pidruchnyy Artem Pryma                        | 0+3 0+2 0+1 0+0 0+1 0+1 0+0 0+1         | 1 h 9 min 46 s 4 16 min 18 s 6 16 min 29 s 6 18 min 22 s 9 18 min 35 s 3  | + 1 min 12 s 1 |
| 8                                   | 13      | République tchèque Veronika Vitková Markéta Davidová Ondřej Moravec Michal Krčmář          | 0+5 0+3 0+2 0+1 0+3 0+0 0+0 0+1         | 1 h 10 min 13 s 6 16 min 7 s 4 16 min 54 s 6 18 min 24 s 4 18 min 47 s 2  | + 1 min 39 s 3 |
| 9                                   | 6       | Athlètes olympiques de Russie Uliana Kaisheva Tatiana Akimova Anton Babikov Matvey Eliseev | 0+6 0+4 0+2 0+1 0+3 0+0 0+1 0+1 0+3 0+1 | 1 h 10 min 49 s 1 16 min 20 s 9 16 min 41 s 9 18 min 16 s 9 19 min 29 s 4 | + 2 min 14 s 8 |
| 10                                  | 18      | Autriche Lisa Theresa Hauser Katharina Innerhofer Simon Eder Julian Eberhard               | 0+6 0+8 0+1 0+3 0+2 0+3 0+1 0+0 0+2 0+2 | 1 h 10 min 56 s 3 16 min 53 s 8 17 min 09 s 9 18 min 11 s 5 18 min 41 s 1 | + 2 min 22 s 0 |
| 11                                  | 5       | Suède Mona Brorsson Hanna Öberg Jesper Nelin Fredrik Lindström                             | 0+2 2+6 0+0 2+3 0+0 0+1 0+2 0+1 0+0 0+1 | 1 h 11 min 7 s 5 17 min 37 s 5 16 min 23 s 7 18 min 29 s 5 18 min 36 s 8  | + 2 min 33 2   |
| 12                                  | 15      | Canada Rosanna Crawford Julia Ransom Brendan Green Christian Gow                           | 0+2 0+7 0+1 0+1 0+0 0+2 0+1 0+2 0+0 0+2 | 1 h 11 min 11 s 0 16 min 18 s 8 17 min 14 s 5 18 min 57 s 9 18 min 39 s 8 | + 2 min 36 s 7 |
| 13                                  | 9       | Suisse Elisa Gasparin Lena Häcki Benjamin Weger Serafin Wiestner                           | 1+6 0+7 0+1 0+3 1+3 0+2 0+1 0+0 0+1 0+2 | 1 h 11 min 31 s 4 16 min 48 s 1 17 min 21 s 8 18 min 2 s 7 19 min 18 s 8  | + 2 min 57 s 1 |
| 14                                  | 12      | Slovénie Urška Poje Anja Erzen Klemen Bauer Jakov Fak                                      | 0+0 1+7 0+0 0+2 0+0 1+3 0+0 0+0 0+0 0+2 | 1 h 11 min 55 s 6 16 min 55 s 3 17 min 59 s 5 18 min 5 s 0 18 min 55 s 8  | + 3 min 21 s 3 |
| 15                                  | 19      | États-Unis Susan Dunklee Joanne Reid Tim Burke Lowell Bailey                               | 0+3 3+6 0+2 0+0 0+0 3+3 0+0 0+3 0+1 0+0 | 1 h 12 min 5 s 4 16 min 7 s 9 18 min 50 s 7 18 min 29 s 1 18 min 37 s 7   | + 3 min 31 s 1 |
| 16                                  | 14      | Pologne Magdalena Gwizdon Kamila Zuk Andrzej Nędza-Kubiniec Grzegorz Guzik                 | 0+4 0+4 0+1 0+0 0+0 0+2 0+0 0+1 0+3 0+1 | 1 h 12 min 17 s 9 16 min 10 s 0 16 min 38 s 8 19 min 39 s 3 19 min 49 s 8 | + 3 min 43 s 6 |
| 17                                  | 16      | Bulgarie Emilia Yordanova Daniela Kadeva Krasimir Anev Vladimir Iliev                      | 0+7 0+4 0+1 0+0 0+2 0+1 0+1 0+3 0+3 0+0 | 1 h 12 min 31 s 7 16 min 49 s 9 17 min 46 s 0 18 min 56 s 2 18 min 59 s 6 | + 3 min 57 s 4 |
| 18                                  | 20      | Kazakhstan Galina Vishnevskaya Alina Raikova Roman Yeremin Maxim Braun                     | 3+4 0+3 0+0 0+1 3+3 0+0 0+1 0+1         | 1 h 14 min 13 s 7 16 min 9 s 1 17 min 39 s 5 20 min 12 s 0 20 min 13 s 1  | + 5 min 39 s 4 |
| 19                                  | 17      | Lituanie Natalia Kočergina Diana Rasimovičiūtė Tomas Kaukėnas Vytautas Strolia             | 0+4 1+3 0+2 1+3 0+2 0+0 —               | LAP 18 min 16 s 3 —                                                       | —              |
| 20                                  | 4       | Slovaquie Paulína Fialková Anastasia Kuzmina Matej Kazár Martin Otčenáš                    | 4+6 1+4 4+3 1+3 0+3 0+1 —               | LAP 21 min 33 s 9 —                                                       | —              |